# Raman Pratassièvitx
Raman Dzmitrievitx Pratassièvitx (Minsk, 5 de maig de 1995) —en belorús, «Раман Дзмітрыевіч Пратасевіч»— és un periodista i activista polític belarús. Com a opositor polític des de la dècada de 2010 i a través del seu lideratge a les xarxes socials, va aconseguir coordinar diverses protestes i disturbis contra el govern d'Aleksandr Lukaixenko.
Malgrat la seva petició d'asil polític a Polònia de 2020 atesa la seva recerca com a terrorista per part de Belarús, el maig de 2021 el govern de Lukaixenko va fer desviar forçosament un vol comercial d'Atenes (Grècia) a Vílnius (Lituània) en què hi anava a dins per tal de detenir-lo i processar-lo amb la pena de mort.

## Activisme polític
Pratassièvitx va iniciar els seus estudis a la facultat de periodisme de la Universitat Estatal de Belarús, però en va ser expulsat aviat. Malgrat no haver rebut educació formal, va treballar en diversos mitjans belarussos com a periodista. La seva implicació política va adquirir significativitat quan va crear un grup anti-Lukaixenko a la xarxa social VK, la qual fou piratejada i cessada per les autoritats el 2012. Anys més tard, el 2019 o potser 2020, Pratassièvitx es va traslladar a Polònia.
El 22 de gener de 2020, va anunciar que havia demanat asil polític a Polònia. A partir de llavors, va començar dirigir el canal de Telegram NEXTA juntament amb el seu cocreador Sciapan Pucila. Mesos més tard, l'agost de 2020, i després que les autoritats belarusses provessin d'inhabilitar l'accés a Internet durant les eleccions presidencials de 2020, NEXTA va esdevenir una de les principals fonts d'informació sobre les protestes que van tenir lloc contra el frau electoral comès per Luixaxenko i alhora va esdevenir clau per a l'inici de la coordinació de les protestes i disturbis civils. En només una setmana, el canal va assolir gairebé 800.000 nous subscriptors.
El 5 de novembre de 2020, Pratassièvitx i Pucila van ser acusats per les autoritats de Belarús d'organitzar disturbis (article 293 del Codi Penal de Belarús), accions que atemptaven greument contra l'ordre públic (article 342) i incitació a l'enemistat social basada en l'afiliació professional (article 130, part 3). El 19 de novembre de 2020 i a partir d'aquestes acusacions, el KGB belarús va declarar ambdós activistes com a terroristes.